# إدي لويد
إدي لويد (بالإنجليزية: Eddie Lloyd)‏ (1 يناير 1902 ميدلزبرة المملكة المتحدة - ) هو لاعب كرة قدم بريطاني.